# Spravedlnost pro důchodce
Spravedlnost pro důchodce (hebrejsky: צדק לזקן‎, Cedek le-Zakan) byla politická frakce v izraelském Knesetu. Vede ji Moše Šaroni a má tři poslanecké mandáty. K odštěpení této frakce od strany Gil došlo 2. června 2008, kdy stranu opustili tři poslanci (Moše Šaroni, Elhanan Glazur a Sára Marom). 